# Бренвил (Приморска Сена)
Бренвил (фр. Brunville) насеље је и општина у северној Француској у региону Горња Нормандија, у департману Приморска Сена која припада префектури Дјеп.
По подацима из 2011. године у општини је живело 263 становника, а густина насељености је износила 67,09 становника/km². Општина се простире на површини од 3,92 km². Налази се на средњој надморској висини од 104 метара (максималној 137 m, а минималној 100 m).

## Демографија
| 1962. | 1968. | 1975. | 1982. | 1990. | 1999. | 2011. |
| ----- | ----- | ----- | ----- | ----- | ----- | ----- |
| 121   | 129   | 118   | 105   | 222   | 217   | 263   |

График промене броја становника у току последњих година